# جيمس ريد (لاعب هوكي الجليد)
جيمس ريد هو لاعب هوكي الجليد كندي، ولد في 15 ديسمبر 1990 في كالغاري في كندا.

## وصلات خارجية
- جيمس ريد على موقع EliteProspects.com (الإنجليزية)
- جيمس ريد على موقع HockeyDB.com (الإنجليزية)